# Блатна Вас
Блатна Вас (итал. Blàtina) је насељено место у континенталном делу Истарске жупаније у Републици Хрватској. Административно је у саставу Града Бузета.

## Становништво
Према задњем попису становништва из 2001. године у насељу Блатна Вас живела су 8 становника који су живели у 2 породичних домаћинстава.
Кретање броја становника по пописима 1857—2001.
| година пописа  | 1857. | 1869. | 1880. | 1890. | 1900. | 1910. | 1921. | 1931. | 1948. | 1953. | 1961. | 1971. | 1981. | 1991. | 2001. |
| бр. становника | 285   | 310   | 307   | 271   | 272   | 271   | 0     | 0     | 187   | 169   | 114   | 41    | 20    | 12    | 8     |

Напомена: 1921. и 1931. подаци су садржани у насељу Роч. 1857. и 1869. садржи податке насеља Форчићи, као део података од 1880. до 1900. 